# بولنت أوندر
بولنت أوندر (بالتركية: Bülent Ünder)‏ هو مدرب كرة قدم ولاعب كرة قدم تركي في مركز الوسط، ولد في 16 أبريل 1949 في إسطنبول في تركيا. شارك مع منتخب تركيا لكرة القدم. أما مع النوادي، فقد لعب مع غلطة سراي.

## وصلات خارجية
- بولنت أوندر على موقع الاتحاد الدولي (مؤرشف)  (الإنجليزية)
- بولنت أوندر على موقع اتحاد تركيا (لاعب) (الإنجليزية)
- بولنت أوندر على موقع اتحاد تركيا (مدرب) (الإنجليزية)
- بولنت أوندر على موقع قاعدة بيانات كرة القدم.إي يو (الإنجليزية)
- بولنت أوندر على موقع عالم كرة القدم.نت (الإنجليزية)